# Thereva corinneae
Thereva corinneae är en tvåvingeart som beskrevs av Gosseries 1991. Thereva corinneae ingår i släktet Thereva och familjen stilettflugor.
Artens utbredningsområde är Turkiet. Inga underarter finns listade i Catalogue of Life.